# Lista de prefeitos de Pinhalão
Esta é a lista de prefeitos e vice-prefeitos do município de Pinhalão, estado brasileiro do Paraná.
| Nº | Nome                                            | Imagem | Partido               | Vice-prefeito                            | Início do mandato       | Fim do mandato                                  | Observações                                   |
| 1  | Leonardo Francisco Nogueira                     |        | PTB                   | —                                        | 14 de dezembro de 1952  | 21 de dezembro de 1955                          | Prefeito eleito em sufrágio universal         |
| 2  | José Pereira dos Santos                         |        | PSD                   | —                                        | 20 de dezembro de 1955  | 30 de janeiro de 1956                           | Presidente da Câmara Municipal                |
| 3  | Calixto Domingos                                |        | PSD                   | —                                        | 31 de janeiro de 1956   | 30 de janeiro de 1960                           | Prefeito eleito em sufrágio universal         |
| 4  | Argemiro Fraiz Iglesias                         |        | PSD                   |                                          | 31 de janeiro de 1960   | 30 de janeiro de 1964                           | Prefeito e vice eleitos em sufrágio universal |
| 5  | Sebastião Dias Chaves                           |        | PSD                   |                                          | 31 de janeiro de 1964   | 30 de janeiro de 1969                           | Prefeito e vice eleitos em sufrágio universal |
| 6  | Djalma Ubirajara Nogueira                       |        | ARENA                 |                                          | 31 de janeiro de 1969   | 31 de janeiro de 1973                           | Prefeito e vice eleitos em sufrágio universal |
| 7  | Sebastião Dias Chaves                           |        | ARENA                 |                                          | 1º de fevereiro de 1973 | 31 de janeiro de 1977                           | Prefeito e vice eleitos em sufrágio universal |
| 8  | Aquiles Vanzeli                                 |        | ARENA                 |                                          | 1º de fevereiro de 1977 | 31 de janeiro de 1983                           | Prefeito e vice eleitos em sufrágio universal |
| 9  | Sebastião Dias Chaves                           |        | PDS                   |                                          | 1º de fevereiro de 1983 | 31 de dezembro de 1988                          | Prefeito e vice eleitos em sufrágio universal |
| 10 | Aquiles Vanzeli                                 |        | PFL                   |                                          | 1º de janeiro de 1989   | 31 de dezembro de 1992                          | Prefeito e vice eleitos em sufrágio universal |
| 11 | Valdomiro Teixeira Fraiz                        |        | PST                   |                                          | 1º de janeiro de 1993   | 31 de dezembro de 1996                          | Prefeito e vice eleitos em sufrágio universal |
| 12 | Nilson José Carneiro                            |        | PSDB                  |                                          | 1º de janeiro de 1997   | 31 de dezembro de 2000                          | Prefeito e vice eleitos em sufrágio universal |
| 13 | José de Carvalho                                |        | PFL                   |                                          | 1º de janeiro de 2001   | 31 de dezembro de 2004                          | Prefeito e vice eleitos em sufrágio universal |
| 14 | Valdomiro Teixeira Fraiz, Miro                  |        | PDT                   | Josafá Miranda de Oliveira, Farofa (PDT) | 1º de janeiro de 2005   | 31 de dezembro de 2008                          | Prefeito e vice eleitos em sufrágio universal |
| 15 | Claudinei Benetti                               |        | DEM                   | Nilson José Carneiro (PSC)               | 1º de janeiro de 2009   | 31 de dezembro de 2012                          | Prefeito e vice eleitos em sufrágio universal |
| 15 | Claudinei Benetti                               | PSD    | 1º de janeiro de 2013 | Nilson José Carneiro (PSC)               | 31 de dezembro de 2016  | Prefeito e vice reeleitos em sufrágio universal |                                               |
| 16 | Sérgio Inácio Rodrigues, Sérgio da Agropecuária |        | PDT                   | Valdomiro Teixeira Fraiz (PDT)           | 1º de janeiro de 2017   | 31 de dezembro de 2020                          | Prefeito e vice eleitos em sufrágio universal |
| 17 | Dionísio Arrais de Alencar                      |        | DEM                   | Pablo Vanzelli Moreira (DEM)             | 1° de janeiro de 2021   | 31 de dezembro de 2024                          | Prefeito e vice eleitos em sufrágio universal |
| 18 | Luiz Eduardo de Castro Vanzelli                 |        | UNIÃO                 | Paulo Paulino Rodrigues (PSB)            | 1° de janeiro de 2025   | Atualidade                                      | Prefeito e vice eleitos em sufrágio universal |